# ウィンドウボックス

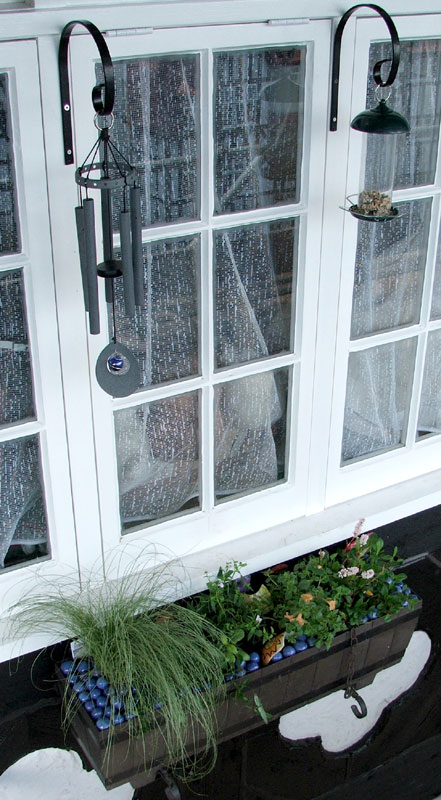
窓外のウィンドウボックスの例

ウィンドウボックス、ウインドウボックス（英語: windowbox, window box）とは、ガーデニング・園芸で植物を育てるために、窓の外側（あるいは内側）に置かれる容器（コンテナ）や、その下の壁面で支えるブラケット（棚受け）のこと。
ウィンドウボックスは、庭や花を育てる場所がない、高層住宅の高い階に住む人がよく使い、窓の外からだけではなく内側からも見ることができる。一般的なウィンドウボックスは15-20cm程度の深さなので、高く育つ植物には向いていない。植え付けや手入れは、室内から窓ごしに行える。
また、調理に簡単に使える小さなキッチンガーデンで、ハーブなどの食材を育てるために、台所に置かれることもある。